# Olivia Marianne (novellesamling)
Olivia Marianne er en novellesamling af Johannes V. Jensen der udkom første gang i 20. oktober 1915.
Udover titelnovellen Olivia Marianne indeholdt samlingen også novellerne Moderen, Paa Java, Wang Tsung Tse og Et Møde.
Steder beskrevet i novellerne er Buitenzorg, det nuværende Bogor på Java, med dets botaniske have og gravmælet for Olivia Mariamne Devenish for Olivia Marianne og Shanghai for Wang Tsung Tse. Et Møde finder sted i New York med dets subway, 59nd Street og ved Columbus Circle.
Første udgave blev udgivet af Gyldendalske Boghandel Nordisk Forlag i 1915.
Ti nummererede bibliofiliske eksemplarer blev trykt på imiteret japanpapir samme år af forlaget.
En ebogsudgave kom til i 2016.
For alle novellerne i samlingen, med undtagelse af Et Møde, gælder at de tidligere havde været udgivet i tidsskrifter, enten Berlingske Tidende, Politiken eller Verden og Vi.
I 1916 udkom en tysk-sproget udgave.
Den tyske novellesamling indeholdt, udover de 5 noveller fra den danske samling, tre yderligere noveller: Fru Dominick (1915), Den kinesiske Kvinde (1916) og Sort og hvidt (1912).
Den tyske bog udkom i 6.000 kopier.
Novellerne fra Olivia Marianne blev også indlemmet i novellesamlingen Eksotiske Noveller.
De 5 noveller fra den danske udgave af Olivia Marianne er alle genoptrykt i novellesamlingen Hos Fuglene, som Niels Birger Wamberg redigerede.